# 空間分析

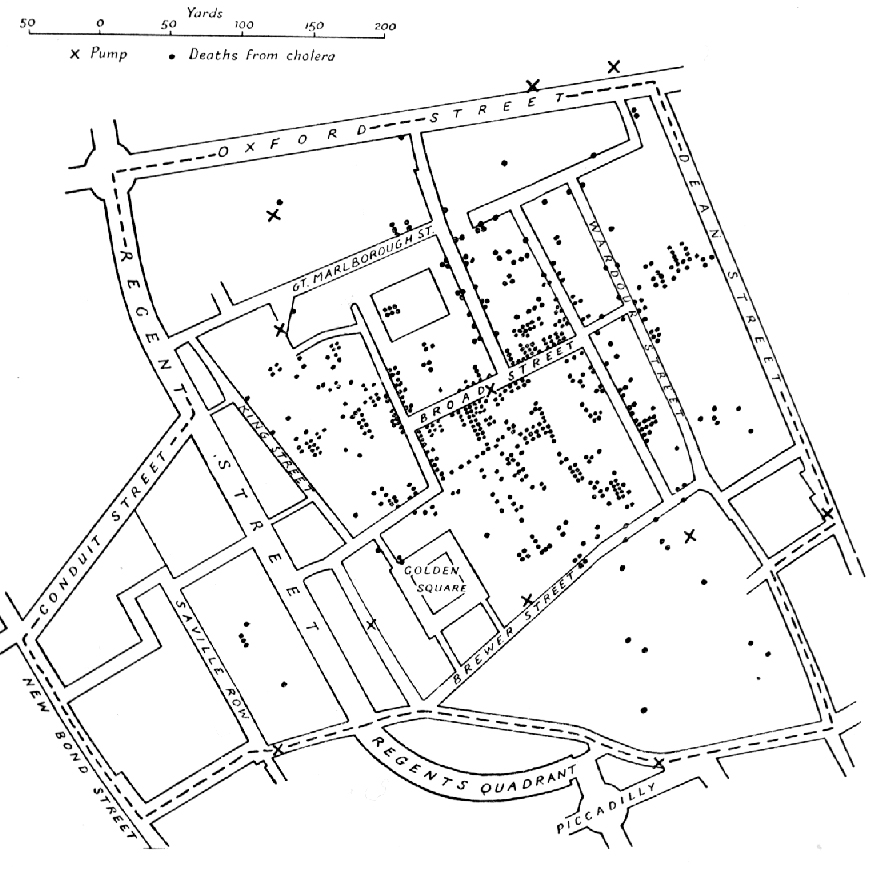
1854年にロンドンでのコレラ流行におけるジョン・スノウの調査結果

空間分析（または空間統計、英語: Spatial analysis）は位相幾何学、幾何学、地理学のいずれかを用いた科学技術である。
研究初期の技術は今なお現役で活用されており、天文学の宇宙空間の銀河配置研究から、複雑な配線構造を構築する「配置配線」のアルゴリズムを活用したチップ製造技術まで、多様な分野の分析技術が応用されている。
用語としては、地理的な分析において人間大での構造物に適用する限定的な状況で最も顕著に用いられる他、
地球統計学の説明など専攻内の特定の技術の説明に使用される。
空間分析における難問は、未だ明確な定義や解決がなされていないものの、現在の研究基盤を形成している。
最も基本的な問題としては研究対象の空間位置定義がある。
例えばヒトの健康に関する研究は、居住地、勤務地、毎週の移動経路などの要素を用いるが、採用する手順次第で出力結果に大きく影響する。
その他の問題は、数学的知識の限界、既存統計手法の要求仮定、コンピュータによる計算がある。
データ形式、基礎的な手法、研究分野などが各々異なり膨大な数であることから、分析手法の分類は困難である。

## 基礎課題
研究対象の定義、解析手法の構築、コンピュータを用いた分析、分析における限界と特殊性、解析結果の提示などに多くの基礎課題が有り、
これらの多くは、現代の研究対象として積極的に取り組まれている。
一般的な誤謬は、しばしば空間数学やデータを空間的に扱う方法、利用可能なツールで発生する。
国勢調査のデータはプライバシー保護のため地区単位で集計することから統計的に多くの問題が生じる。
海岸線のフラクタル性は、正確な測量が困難であるが不可能ではない。
コンピュータソフトウェアで湾曲部に直線を当てはめることで直径が算出できるが、英国の海岸線論文で示されたように現実世界では意味をなさない。
生の数値を空間データと結合し地図としてマスメディアに発表された場合、実際のデータよりも分析結果が示す内容が正確な印象をもたらし誤解を招く傾向がある。

### 空間的特性評価
ライン、ポリゴン、ボリューム要素を扱う統計的手法はごく限られることから、空間的なオブジェクト定義においてはポイントが好まれる。
コンピュータツールは利用可能なデータベースや計算構造が限られ、原始的な構造の方が扱いが容易であることから、均質かつ個別集合の空間オブジェクト定義が望ましい。

### 空間的依存性及び自己相関
空間的な依存関係は、正負のいずれかで近位の特性が相関していると思われる地理空間内の特性の共変分である。
一時的自己相関のような統計的な自己相関問題の原因となり、観測の際の独立性を前提とした標準的な統計的手法に違反している。
例えば、空間的依存性を補わない回帰分析は不安定なパラメータ推定値を持ち、有意性検定の値は信頼性が低い。
空間回帰モデル（下記参照）はこれらの諸問題を解決しており、
単なる修正対象ではなく情報源として空間的依存性を扱うことからより適している。
立地効果は空間的不均一や、地理空間内の位置を処理する過程での明らかな変分を生じさせる。
対象地域が均一で無限でない限り、全ての地点が他に比べある程度の特異性を持ち、空間依存関係並びに空間処理に影響を及ぼす。
空間的な不均一性は、システム全体で推定された総媒介変数が指定された地点で適切に計算されないことを意味する。

### サンプリング
依存性により特定地点の計測結果から別地点の値を予測できるので、全地点の観測が不要である。
しかし異質性により場所ごとに変化することから、少地域単位では計測した依存度合いが信頼できない。
基本的な空間標本調査方式には、無作為抽出、集落抽出、系統抽出がある。
空間内の階層（都市部、市区町村単位、近所など）の指定や、付随データを活用した学歴や収入を測定なども可能である。

### 一般的な失敗例
基本的な問題として、先入観、認知的な歪み、無理解などにより誤った結論につながる例が多い。

#### 立地的誤謬
研究対象に誤った詳細測定を適用することであり、特に要素の空間的存在位置の選択時に顕著に見られる。
空間的特性評価は、単純化、あるいは誤った手法を用いている場合がある。
例えば多くの場合、居住地を点に変換し空間的領域を減らすことで、
居住地から遠く離れた職場や学校での疾病伝播事例の研究時に、貧困層分析結果に至りかねない。
また、暗に研究対象を制限することもある。
例えば、犯罪データの空間分析は最近高評だが、研究結果は特定種類の犯罪の図解に留まり、
種別の暴行犯研究には有効であるが、政治的な公金流用事例などには犯罪の概念や政治的設計上適用が困難である。

### 基本的課題の解決策

ユークリッド距離とマンハッタン距離：赤、青、黄色の線は、いずれも同じ長さである。ユークリッド幾何学では、緑線は6×√2≈8.48の長さで独特の最短経路である。マンハッタン距離では、緑線の長さが12と解釈する。

#### 地理空間
研究対象の属性に関わる観測結果や定量的尺度には数学空間が必須である。
例えば、個々人の所得や教育年数を座標系の点として示せる。
空間内における個人間の距離は、所得や教育に関する異なる定量的測定値であるが、空間分析においては、特殊な数学空間である地理空間に関係する。
地理空間において観察結果は、現実世界の固有要素の近傍値を取得し、空間測定構造に再配置する。
多くの場合、再配置された位置は地表上を示すが、必須条件ではない。
空間測定構造には、例えば、肝臓のような生物学的実体や星間空間などに対する近接度を取得できる。

## 空間分析の種類

### 空間データ分析
都市や地域の研究では、国勢調査や独自調査から得られた膨大な空間データを扱い、膨大かつ詳細な情報量を簡略化し主要な傾向の抽出する。
多変量解析（または因子分析）により、相関性がある国勢調査などデータの多変数変換を通じて、ベクトル固有値を相関行列処理することで独立因数や主成分への変換が可能になる。
この変数変換には、主に2つの利点がある。
1. データが新規因数に集約されることでデータ欠損が極小で済み、数値結果が収束した地図の加工が可能になる。
2. 因子（実質的には固有ベクトル）は構造上直行しており、換言すると相関していない。大抵の場合、（最大の固有値を持つ）支配的要因は、都市内部の富裕層と貧困層を分離させる社会的構成要素である。

因子分析結果は、観測間の測定距離次第である。
ユークリッド·メトリック（主成分分析）、カイ二乗距離（対応分析）または一般マハラノビス距離（判別分析）などが広く利用されている他、共通性や回転を用いた、より複雑なモデルが提案されている。
抽出されたベクトルがデータ行列によって決定されることから、別の人口調査から得られた因子との比較は不可能である。
複数の調査結果を統合することで分析を試せるが、データ量が膨れ上がることで管理が困難となる上に変数定義の固定が前提である。
精神測定学者は解決策として、3要素（例えば、位置、変数、期間）を用いた3次行列を提唱した
3次因子分析は後に、小型立方状の«核行列»に関連する3因子群を生成する。。
長期間に渡るデータの推移を示すこの手法は地理学内では普及しなかった。

### 空間的自己相関
空間的自己相関統計は地理空間での観測間の依存度を分析する。
古典的手法にはモラン、ギアリー、Getis、標準偏差楕円がある。
これらは、地理的関係性の強度を反映した行列の空間比重を測定する必要がある。
古典的な空間自己相関統計は、位置の組み合わせの共分散関係における空間比重を比較する。
正の空間的自己相関結果は無作為な想定値よりも地理空間上で近似値の集合を示し、
一方で有意な負の空間自己相関にて近似値が想定以上に異なることを示す、チェス盤に似た空間配置を示唆している。
上記に示した空間自己相関統計は、データの全体的な度合いを推定するという点で包括的に対応できる。
空間的不均一な可能性は、自己相関の推定度合いが地理空間上で大幅に変化し得ることを示唆している。
局所空間自己相関統計は空間分析単位基準を集計しない推定値を算出し、空間全体の依存関係の評価を可能にする。

### 空間補間
空間補間の手法は、観測位置の値に基づき地理空間で観測されない場所の変数を推定する。
基本的な方法としては、観測位置からの近接度を減少させて変数を少なくする逆距離加重がある。
クリギングは系統的及び無作為な空間差分関係に従い補間する、より洗練された手法であり、
観測位置間の隠れ値における広範囲の空間関係を扱える。
クリギングは仮定した差分関係の最適推定値を算出し、
誤差評価は空間的分布の存在を判断するため地図上に可視化できる。

### 空間回帰
空間回帰法は回帰分析で空間的依存関係を取得し、関係する変数間の空間的関係に関する情報を提供するだけでなく、不安定な媒介変数や信頼性の低い有意性検定などの統計的な問題を回避する。
特定の手法の適用により、独立変数と従属変数の関係、従属変数とその空間的差分間、または誤差項に関して、空間的依存性を回帰モデルに入力できる。
地理的加重回帰（GWR）は、分析対象である空間単位で分解した媒介変数を生成する局所版の空間回帰であり、
独立変数と従属変数間の推定関係で空間的不均一性の評価が可能になる。
マルコフ連鎖モンテカルロ法（MCMC）の使用により、Poisson-Gamma-CAR、Poisson-lognormal-SAR、または過分散ロジットモデルなどの複雑な関数の推定が可能である。

### 空間的相互作用
空間的相互作用や重力モデルは、地理空間の位置間において人、材料、情報の流れを推定する。
住宅地の通勤者数から土地の発展性が、商業地の事務所容量から地域の魅力度が、走行距離や時間から測定位置間の近接関係などの因数が取得できる。
また、位相幾何学的または地政学的な地域間の関係は、特に距離と地形間で頻繁に相反する関係を考慮し導出されなければならない。
例えば空間的に近い地域が高速道路で隔てられている場合、有意な関係性が見られない場合がある。
これらの関係の関数形式を指定後、保有している流量データに通常の最小二乗法や最尤推定のような標準的技術を用いてモデルパラメータを推定できる。
空間的相互作用モデルに研究対象周辺の競合要因を加える際には、流路上をクラスタリングし影響値を取得する。
ニューラルネットワークのような計算方法でも、位置間の空間的関連性の推定やノイズが多い定性的なデータの処理が可能である。

### シミュレーションとモデリング
空間的相互作用モデルは包括的且つ総計的結果を示し、位置間の流れの全体的な支配関係を指定する。
この特性はまた、数理的プログラミングに基づく都市のモデルによって共有され、入札家賃理論などの経済分野で実践されている。
複雑適応系理論の空間分析適用事例から、
近位の構成要素間の単純な相互作用が、
複雑、持続的、機能的な空間構成要素につながることが示されている。
基本的な空間シミュレーション法は、エージェント・ベース・モデルとセル・オートマトンモデリングの二つがある。
セルオートマトンモデリングは、格子状細胞のような固定した空間構造を課し、近隣細胞の状態に基づいて状態を指定している。
時とともに、細胞が周囲に合わせて変化すると空間的な分布が現れ、将来的な条件の変更につながる。
例えば、細胞を都市部の位置とするならば、細胞の状態は異なる種類の土地利用と解釈できる。
単なる地方の土地利用においても商業地やスプロール化などの分布が見られる。
エージェントベースモデリングは意図的な行動（目標）を持つと相互作用反応を示し、目標達成のため自分の環境を変化するソフトウェア（エージェント）を使用する。
セルオートマトンにおける細胞とは異なり、空間的に流動性がある。
例えば、指定された起点と宛先との間の移動時間を最小化するために、個々の車両を示して交通流量やその動態をモデル化できる。
最小移動時間の追求時に、エージェントは他の車両との衝突の回避も並行しなければならない。
セルオートマトンとエージェントベースのモデリングは相補的な戦略であり、
一方のエージェントが固定され、その他が可動する両用地理オートマトンシステムに統合できる。

### 重複点地球統計学（MPS）
概念地理モデルによる空間分析は、MPSアルゴリズム全般の主目的である。
この方法では、トレーニング画像と呼ばれる地質学的モデルの空間統計を分析し、入力重複点統計から得られた結果を創出する。
処理実行時に使用する最近のMPSアルゴリズムはHonarkhah達によるパターンベースの手法であり、
距離ベースのアプローチはトレーニング画像内のパターン分析に使用される。
これにより、複数点の統計情報や、トレーニング画像の複雑な幾何学的特徴の解明が可能になる。
MPSアルゴリズムの各出力結果は無作為な地域を示すとともに、空間的不確実性の定量化に使用されることもある。
Tahmasebiらによる最近のMPS法は、CCSIMアルゴリズムによるMPSシミュレーション方法を呼び出すことで、空間パターンの再現性改善に相互相関関数を使用する。
この方法により、空間的連結性、変動性、不確実性の定量化が可能になる。

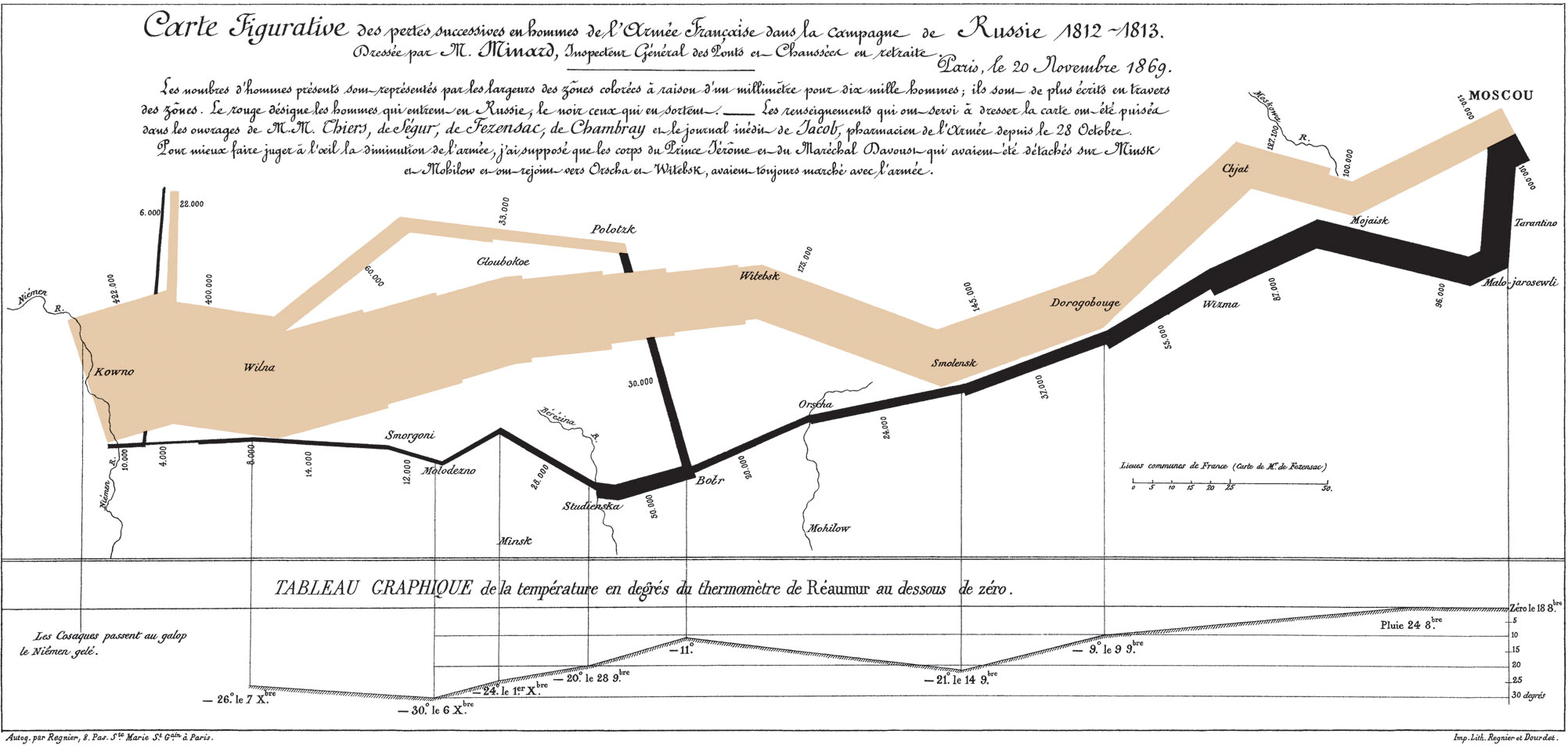
ナポレオン主導によるモスクワ行進のフローマップはgeovisualizationの有名な初期の例である。軍隊の行進方角、通過場所、飢えや傷などによる死亡者数、凍結温度などが示される。

## GISと空間分析
地理情報システム（GIS）と基本的な地理情報科学の技術は空間分析に強く影響している。
地理データの収集や処理性能の向上により空間分析の環境が充実しつつある。
地理データ収集機能には、例えば遠隔画像や高度道路交通システムなどの環境監視システム、瞬時に位置を送信する携帯端末などの位置認識技術が含まれる。
GISは上記データの管理、距離や接続性や空間単位間の方向性などの空間関係の計算、地図製作における生データと空間解析結果を可視化を行う。

### 内容
- 空間的位置：座標系空間を活用し、空間内の対象位置情報を転送する。投影変換理論は、空間オブジェクト表現の基礎である。
- 空間分布：分布、傾向、対比などを含む、類似する空間オブジェクト群の位置情報
- 空間形態：空間オブジェクトの幾何学的形状
- 空間スペース：空間オブジェクト間の接近度
- 空間的関係：幾何学的、指向性、類似性を含む空間オブジェクト間の関係。

地理可視化（GVis）は、ディジタルマッピングと可視化の両技術を用いた、空間解析やシミュレーション結果を含むデータや地理情報の調査分析支援技術である。
地理データ情報の調査、分析、通信において人間工学に基づく視覚情報処理を活用している。
従来の地図作成手法とは対照的に、3−4次元や対話技術が導入されている。
地理的知識発見（GKD）は、大規模探索用の空間データベースと効率的な計算ツールを適用した人間中心の作業であり、
地理的なデータマイニング、データの選択、洗浄、前処理、結果解釈のような関連活動を含む。
GVisも作業過程において中心的な役割を果たす。
標準的な分析技術では発見できない興味深い（有効、奇抜、有用、理解しやすい）のパターンが大規模なデータベース内に含まれることを前提にしている。
空間分析技術を用いた確認が必須の仮定のパターンや関係を生成し、空間分析用の仮説生成処理として使用できる。